# Castello di Beauregard
Il castello di Beauregard /boʁəˈɡaʁ/, del XVI secolo, si trova nel comune di Cellettes nel dipartimento del Loir-et-Cher, circa dieci chilometri a sud di Blois. Fa parte dei castelli della Loira ed è famoso per la sua "galleria degli Illustri". È presente nella lista dei patrimoni storici francesi dal 1840.

## Storia

### Quattrocento
Il castello è costruito ai margini della foresta di Russy.
Nel parco sono ancora visibili le rovine di una cappella anteriore al XV secolo. Vi si possono vedere, incisi nella pietra, la conchiglia che rappresentava i pellegrini di Santiago di Compostela e il motto dei cavalieri crociati "Dio lo vuole".
Il palazzo originale fu costruito alla fine del XV secolo dalla famiglia Doulcet, in particolare da Jean Doulcet, capo della Banca del duca Carlo d'Orléans. Nel 1495 Luigi d'Orléans (divenuto poi Luigi XII), innalzò Beauregard a signoria e vi autorizzò la costruzione di una colombaia.
Il figlio di Doulcet, François, banchiere di Luigi XII, fu licenziato per aver frodato la Corona durante la campagna d'Italia e Beauregard venne confiscato e accorpato al dominio reale.

### Cinquecento
Nel 1521 Francesco I, che in precedenza aveva utilizzato il castello come residenza di caccia, lo donò a suo zio Renato di Savoia; egli morì nella battaglia di Pavia nel 1525 e l'area passò sotto la proprietà della vedova. Lo stesso Francesco I soggiornò qui nel 1526.
Nel 1545, per 2 000 scudi d'oro, la tenuta fu acquistata da Jean du Thier, segretario di Stato delle Finanze di Enrico II e grande umanista, mecenate dei poeti Joachim du Bellay e Pierre de Ronsard.
Jean du Thier costruì la più significativa parte del castello. Incorporò il vecchio palazzo nel nuovo edificio, di stile rinascimentale, facendo erigere la galleria centrale che collega i due corpi residenziali. L'architetto è ignoto, tuttavia alcuni studiosi ipotizzano che si trattasse di Philibert Delorme. Dal 1553 Jean du Thier, per decorare gli interni, interpellò artisti stranieri che lavoravano per il re Enrico II. Il pittore Nicolò dell'Abate decorò con affreschi l'ala nord.

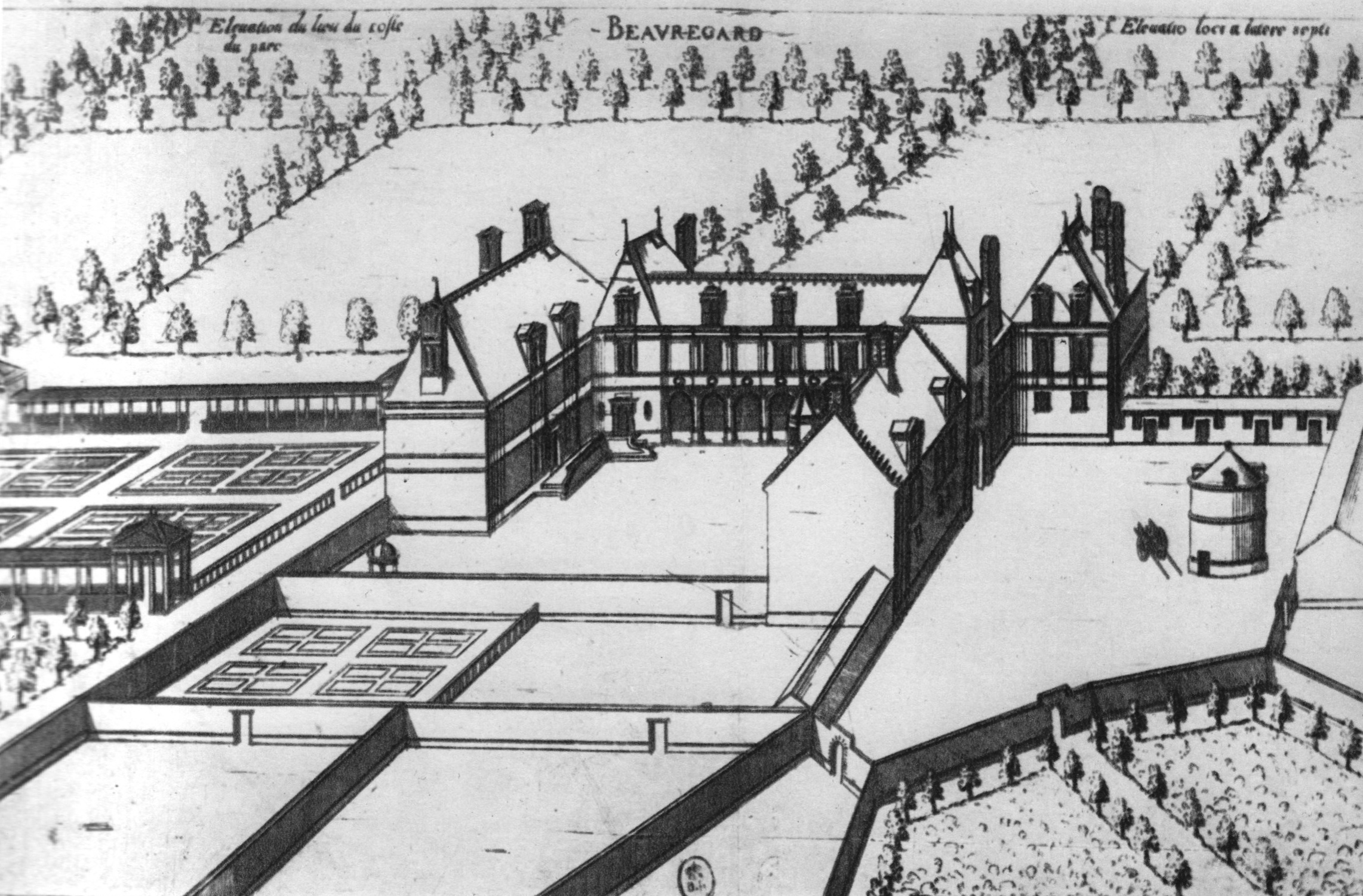
Incisione di Du Cerceau che mostra il castello di Beauregard prima dei cambiamenti del XIX secolo

Il carpentiere del re Francesco Scibec da Carpi intagliò il legno del gabinetto dei Sonagli. Sotto le finestre dell'ala sud, Jean du Thier creò un tipico giardino rinascimentale, rigorosamente ordinato. Il giardino conteneva collezioni di piante rare, molto amate dal proprietario.
Il castello fu descritto nel libro di Jacques Androuet du Cerceau, I più eccellenti edifici in Francia, nel secondo volume, del 1579.
Florimond Robertet prese possesso di Beauregard nel 1566. Alla morte di Jean du Thier, nel 1559, Caterina de Medici lo nominò Segretario di Stato alle Finanze. Florimond Robertet non effettuò nessun lavoro a Beauregard, assorbito quindi dal castello di Bury.

### Seicento
Gli eredi di Florimond Robertet cedettero il castello a Paul Ardier nel 1617. Il nuovo proprietario si ritirò quindi dalla corte di Luigi XIII, dopo aver trascorso 55 anni con Enrico III, Enrico IV e lo stesso Luigi XIII.
Egli, segretario Generale della Guerra e Gran Tesoriere dello Stato, aveva 72 anni quando si trasferì nel suo nuovo castello e si dedicò ad abbellirlo. Fece distruggere il palazzo vecchio per circondare la galleria centrale di due nuove ali simmetriche. Il lavoro più importante di Paul Ardier fu la decorazione della "galleria dei Ritratti", che tenne occupate anche le successive due generazioni. Suo figlio, Paul Ardier, presidente della Camera dei Conti, e il marito di sua figlia, Gaspard de Fieubet, cancelliere della regina madre Anna d'Austria, continuarono la sua opera. La zona di Beauregard fu innalzata da Luigi XIV a viscontado.

### Dall'Ottocento ad oggi
Beauregard fu venduto nel 1816 al visconte di Préval.
La contessa di Sant'Aldegonda, Adelaide Josephine de Bourlon de Chavagne, vedova del duca di Castiglione, gli successe nel possedimento del castello.
L'8 ottobre 1839 la figlia Marie-Valentine Josephine, sposò nel castello Alexander Edmond de Talleyrand-Périgord, duca di Dino e figlio del duca di Talleyrand; ella, però, divenne l'amante di Anatole Demidoff, ricco aristocratico russo fatto principe di San Donato nel 1840 con decreto ducale e marito di Mathilde-Laetizia Bonaparte, figlia del principe Girolamo Bonaparte, cugino di Napoleone III.
Nel 1850 Jules, conte di Cholet, divenuto il nuovo proprietario del castello, ne affidò il restauro a Jules de la Morandière, che riportò l'ala sud alle dimensioni del XVI secolo; il castello fu dichiarato monumento storico nel 1864. La famiglia del conte rimase la proprietaria del castello per 72 anni.
Nel 1912 Louis Thillier diede inizio ad un importante ammodernamento e restauro, mirato a sopraelevare le coperture e a unificare stilisticamente le facciate est e ovest.
L'area appartiene dal 1925 alla famiglia de Gosselin, che, con il conte Guy du Cheyron du Pavilion e la moglie Natalie, continua tuttora il restauro del castello e della galleria di ritratti.

## Descrizione

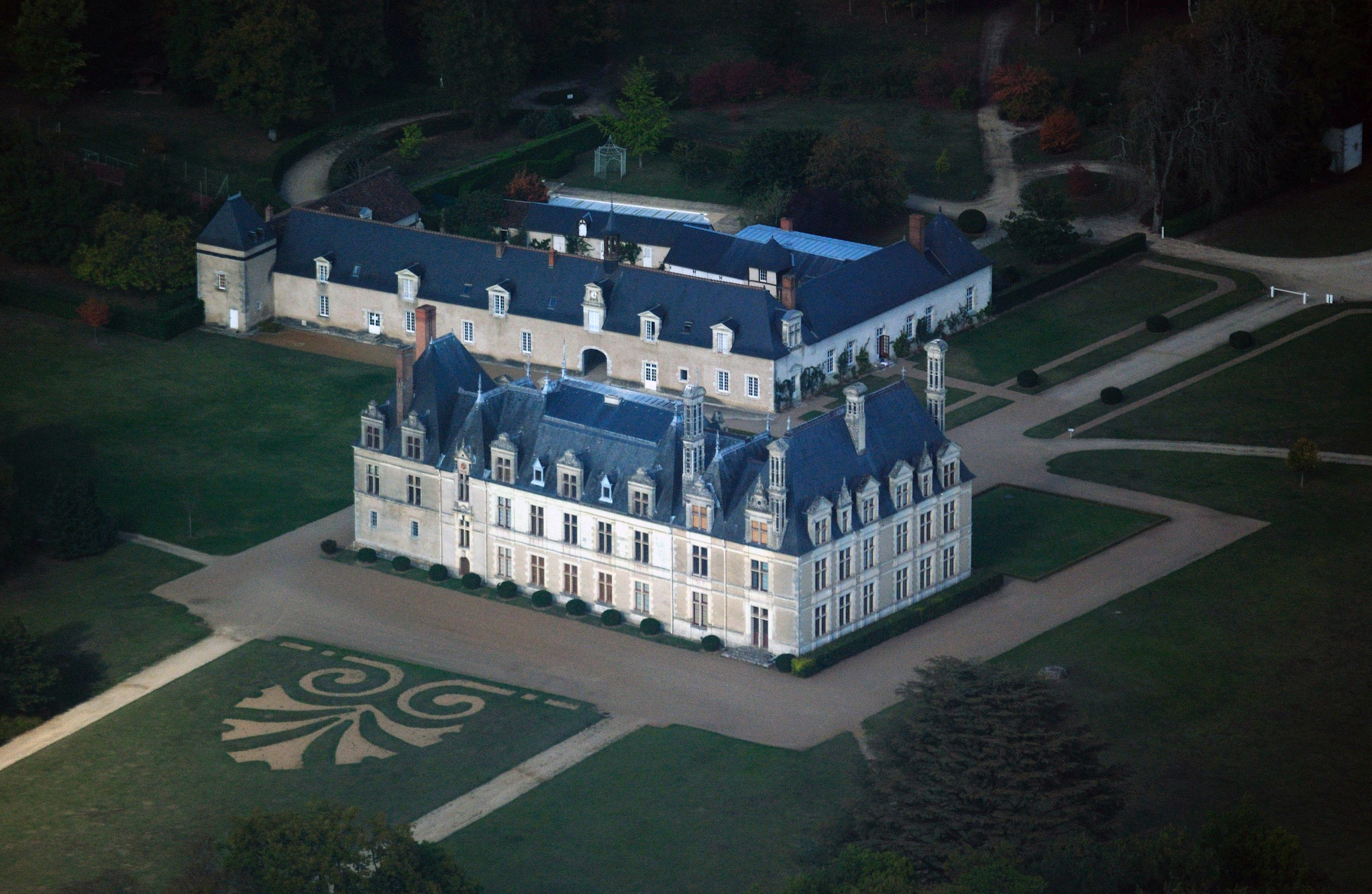
Veduta aerea del castello

L'edificio principale presenta due piani di gallerie: al piano terra una galleria coperta con sette arcate e al primo piano un loggiato. Queste vennero costruite tra il 1545 ed il 1553 per collegare i due edifici residenziali. Da sud, ad angolo retto, incrociano un'ala a due piani con un comignolo all'italiana, alto e stretto, decorato con inserzioni di ardesia. Dall'altro lato del cortile c'era probabilmente un'altra ala, appartenente all'originario palazzo del XV secolo, inglobata nel castello attuale da Jean du Thier. Questa ala è visibile sulle planimetrie di Androuet du Cercau e fu distrutta nel XVII secolo per far posto a un edificio più moderno, che scomparse definitivamente nel XIX secolo. Il prospetto posteriore, con vista sul parco, è stato modificato nel XIX secolo. L'antico campo da tennis è stato chiuso per raddoppiare la superficie dell'edificio centrale. In questo modo le ali residenziali non sono molto più avanzate rispetto al corpo principale e la facciata posteriore è decisamente più massiccia.

### Galleria degli illustri
Paul Ardier, proprietario di Beauregard nel 1617, volle raccontare la trecentenaria storia della Francia attraverso una collezione di ritratti, collocata nella galleria principale del castello.
Ci vollero tre generazioni e 60 anni per la realizzazione di quest'opera davvero ambiziosa.

#### Presentazione
Situata al piano nobile, misura 26 metri di lunghezza per 6 metri di larghezza. La collezione, collocata intorno alla stanza, comprende 327 ritratti disposti su tre livelli in dodici pannelli.
Ogni ritratto è dipinto su tela e misura in media 55 centimetri per 45 cm. I personaggi sono raffigurati a mezzo busto, eccetto due: Enrico IV di Francia e Luigi XIII. Il grande ritratto equestre di Enrico IV è posto su un camino del XVI secolo.
Il ritratto formale di Luigi XIII comprende tre livelli di ritratti.
Il numero di ritratti per sovrano è variabile: il regno di Filippo IV, per esempio, possiede sei ritratti, mentre quello di Carlo VII 21 e quello di Luigi XIII 40 ritratti. Le date dei regni, l'emblema e il motto del re sono dipinti sotto ai ritratti.

#### Ispirazione della galleria
Le prime collezioni di ritratti storici apparvero in Italia nel XVII secolo. La corrente di pensiero dell'Umanesimo ravvivò l'interesse per gli uomini antichi che hanno svolto un ruolo importante nella storia. La gente era affascinata dalla vita, dalle azioni, dalle caratteristiche degli illustri, che i pittori cercavano di rappresentare il più fedelmente possibile.
Una delle più famose collezioni italiane è quella che Paolo Giovio, vescovo di Nocera Umbra, raccolse nella sua villa sul lago di Como; la galleria è composta da 240 dipinti di politici e artisti che godevano di notevole popolarità in Europa. Una copia di questa collezione, commissionata dai Medici, è ora visibile nella galleria degli Uffizi a Firenze.
Alla fine del XVI secolo il gusto per le gallerie di ritratti si diffuse in Francia. Molte di queste collezioni non ci sono pervenute integre, essendo state disperse in altri musei, come volle Enrico IV per il museo del Louvre o il cardinale Richelieu al Palais-Royal. Queste due collezioni raccoglievano quadri di esponenti politici e ispirarono la galleria degli Illustri di Beauregard.
La galleria del castello, però, non è l'unica di quel genere in Francia; tuttavia, nel XVII secolo, questa collezione si distingueva da quelle a lei contemporanee. Anna Maria Luisa d'Orléans la loda nelle sue memorie, dopo averla visitata nel 1655. L'esagerazione della sua grandezza e la cura nella sua realizzazione resero la galleria molto famosa sin dalla sua origine. Essa rimane oggi la più grande collezione di ritratti di personaggi storici conosciuta in Europa.

#### La realizzazione dei ritratti
Tra il 1620 e il 1638 Paul Ardier commissionò 327 ritratti ad una scuola di pittura di Parigi. Alcuni gruppi di ritratti hanno una uniformità stilistica che suggerisce che siano opera di un solo artista. Ma nessuna tavola porta una firma o un marchio di identificazione del pittore o della scuola di pittura a cui fu affidata l'esecuzione dei quadri. Secondo la tradizione delle gallerie di ritratti italiane ogni quadro è concepito come un vero e proprio documento storico. La ricerca di fonti iconografiche sicure è un aspetto molto importante del lavoro di Paul Ardier e dei pittori da lui ingaggiati.
I dipinti sono per lo più copie di tele esposte in altre gallerie francesi ed europee. I copisti consultarono varie collezioni, come quella del castello di Selles-sur-Cher, non lontano da Beauregard, dove Philippe de Béthune aveva raccolto insieme svariati ritratti storici. La tavola rappresentante Luigi XIII è stata copiata dalla galleria di Richelieu, al palazzo Cardinale, nel 1635, dall'originale di Philippe de Champaigne.
Sui personaggi più antichi, per cui non esistevano rappresentazioni pittoriche, gli studenti della scuola di pittura lavorarono in base a medaglie e disegni, ma anche osservando chiese, effigi funebri e vetrate.
Questa preoccupazione per la fedeltà alla somiglianza fisica è completata da un'accurata identificazione dei personaggi. Nella parte superiore di ogni ritratto si trovano il nome e la carica dell'illustre dipinto.

#### La scelta della cronologia e dei personaggi

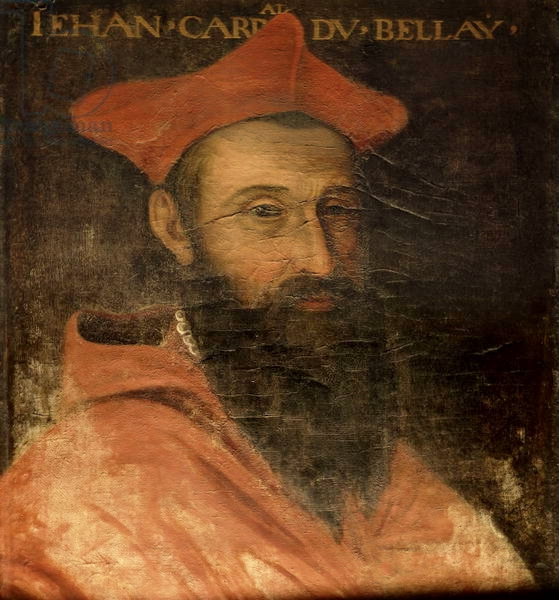
Il cardinale Jean du Bellay (1492-1560); quadro conservato al castello di Beauregard

Paul Ardier dispose la sua collezione seguendo una logica rigorosa. Essendo uno statista, egli basò il suo lavoro sulla politica. Gli illustri di Beauregard sono i personaggi che, attraverso le loro azioni, hanno influenzato la storia politica del regno di Francia.
Il lasso di tempo fu fissato dalla salita al trono di Filippo VI di Francia nel 1328 e alla morte di Luigi XIII nel 1643.
Oltre alla politica nazionale, Ardier incluse quadri inerenti a quella di tutta l'Europa.
La scelta dei personaggi fu il risultato di una lunga riflessione del committente. Egli volle illustrare la politica francese nel modo più esaustivo e completo possibile, e l'allargamento agli altri Stati europei non lo facilità affatto nel suo compito.

#### Politica francese ed europea
Filippo VI, nella galleria, inizia la storia di Francia con la sua ascesa al trono, che segna l'inizio della guerra dei Cent'anni. Quattordici re di Francia lo seguono, circondati da altri personaggi politici influenti nel regno. Luigi XIII termina la collezione, essendo regnante ai tempi di Paul Ardier.
In questa galleria, unica nel suo genere, si susseguono grandi consiglieri e ministri dei re di Francia. Nel pannello dedicato a Luigi XIII, Giulio Mazzarino succede a Richelieu. I più importanti condottieri, come Bertrand du Guesclin e Giovanna d'Arco, appaiono qui circondati dai loro compagni.
Intorno a mutevoli alleanze e improvvise guerre ruota tutta la storia europea. Re e regine, imperatori, papi, generali e ministri d'Europa sono presenti nella galleria, appartenenti a 26 Paesi diversi. Edoardo III d'Inghilterra è il primo dei sette sovrani d'Inghilterra presenti. Nella galleria sono ospitati anche i generali più brillanti degli altri regni, come ad esempio il Principe Nero e John Talbot. Dopo alla guerra dei Cent'anni si trova la campagna d'Italia, con i re e duchi di Napoli, Milano e Firenze che appaiono vicino a Carlo VIII, Luigi XII e Francesco. Si vedono, tra i ritratti, quelli di tre secoli di importanti sovrani dei regni europei come la Spagna, l'Austria, l'Ungheria e la Svezia, fino a quando appaiono i sultani turchi Murad I e Solimano il Magnifico che testimoniano il potere ottomano.
Nella collezione sono presenti ventuno donne tra regine d'Inghilterra o di Spagna, mentre ci sono solo sei regine di Francia, di cui pochissime esercitavano un vero ruolo politico: esse appaiono nella galleria per la maggior parte come reggenti. Si possono ammirare Isabella di Baviera, che regnò durante la pazzia di Carlo VI, Caterina de' Medici, Maria de' Medici e Anna d'Austria.

#### La decorazione della stanza
La collezione di ritratti è immersa in un vero e proprio scrigno di decorazioni, in quanto gli Ardier ritenevano che la stanza dovesse accompagnarsi, come maestosità, ai dipinti.
- Le terrecotte di Delft

Il figlio di Paul Ardier curò la posa di 5 500 piastrelle di Delft, che costituiscono il pavimento della galleria. I 150 metri quadri di piastrelle rappresentano un intero esercito in marcia: ci sono 17 reggimenti ispirati a quelli di Luigi XIII, su incisione di Jacob de Gheyn. Questa galleria ha la più grande pavimentazione in terracotta di Delft del mondo.
- La decorazione pittorica

Per la realizzazione della decorazione pittorica, Marie Ardier e suo marito Gaspard de Fieubet, i nipoti di Paul Ardier, si rivolsero alla famiglia Mosnier, le cui opere che si possono ammirare al palais du Luxembourg e al castello di Cheverny. Pierre, il figlio di Jean Mosnier raffigurò sul legno sotto ai ritratti gli emblemi dei re di Francia. Il colore dominante, il blu, è stato ottenuto con la frantumazione di lapislazzuli, il cui prezzo era pari a sette volte quello dell'oro.

#### La collezione attraverso i secoli
Il figlio di Paul Ardier proseguì il lavoro iniziato dal padre nella galleria decorando una stanza adiacente con tavole inerenti al regno di Luigi XIV, ma di questa collezione non è rimasto niente a parte il cornicione del soffitto che porta ancora il nome e le date del Re Sole.
La dispersione dei dipinti della galleria dei ritratti è stata ostacolata dall'attenta vigilanza dei diversi proprietari del castello.
Nel 1834 Luigi Filippo creò a Versailles un museo dedicato a "tutte le glorie di Francia". Ordinò che 89 dipinti di Beauregard fossero copiati e portati nel museo per arricchirlo.

### Gabinetto dei sonagli
Questa piccola camera, con le pareti completamente ricoperte da pannelli di rovere, rappresenta il tipico "studiolo" all'italiana. Originariamente la stanza era collegata alla Galleria attraverso una piccola porta, murata nel XVII secolo, durante la realizzazione della raccolta di ritratti.
Jean du Thier commissionò il rivestimento per le pareti del suo studio all'ebanista Francesco Scibec da Carpi. L'artista italiano lavorò anche per Francesco I a Fontainebleau, per Enrico II al Louvre e per Diana di Poitiers al castello di Anet. Il lavoro è datato 1554, mentre il prezzo rimane ancora sconosciuto. La sola ricerca del legno richiese sei mesi di lavoro.
Il soffitto a cassettoni è considerato uno dei migliori in Francia. Si compone di un grande ottagono circondato da otto piccoli esagoni finemente scolpiti. Al centro il soffitto reca le insegne di Jean du Thier: tre campanelli d'oro su sfondo blu.
Jean du Thier volle inserire nella stanza elementi molto personali, che costituiscono i principali elementi decorativi della camera. Il nome del gabinetto deriva infatti dalle campanelle che adornano tutte le pareti.
Nella parte superiore dei pannelli sono presenti dipinti di artisti locali a partire da schizzi di Nicolò dell'Abate. Jean du Thier si circondò nel suo studio con le sue attività preferite: le arti (pittura, scultura, letteratura, musica) e le discipline più pratiche (arte della guerra, caccia e tennis).
Nel XVII secolo, Paul Ardier fece modificare il camino originale, posizionandovi una gran quantità di stemmi della sua famiglia.
Un dipinto di Luigi XIII a cavallo ornava il camino fino all'inizio del XX secolo. Per far fronte al suo furto nel 1925 la famiglia di Gosselin chiese al Louvre una copia della Diana cacciatrice di François Clouet.

## Parco

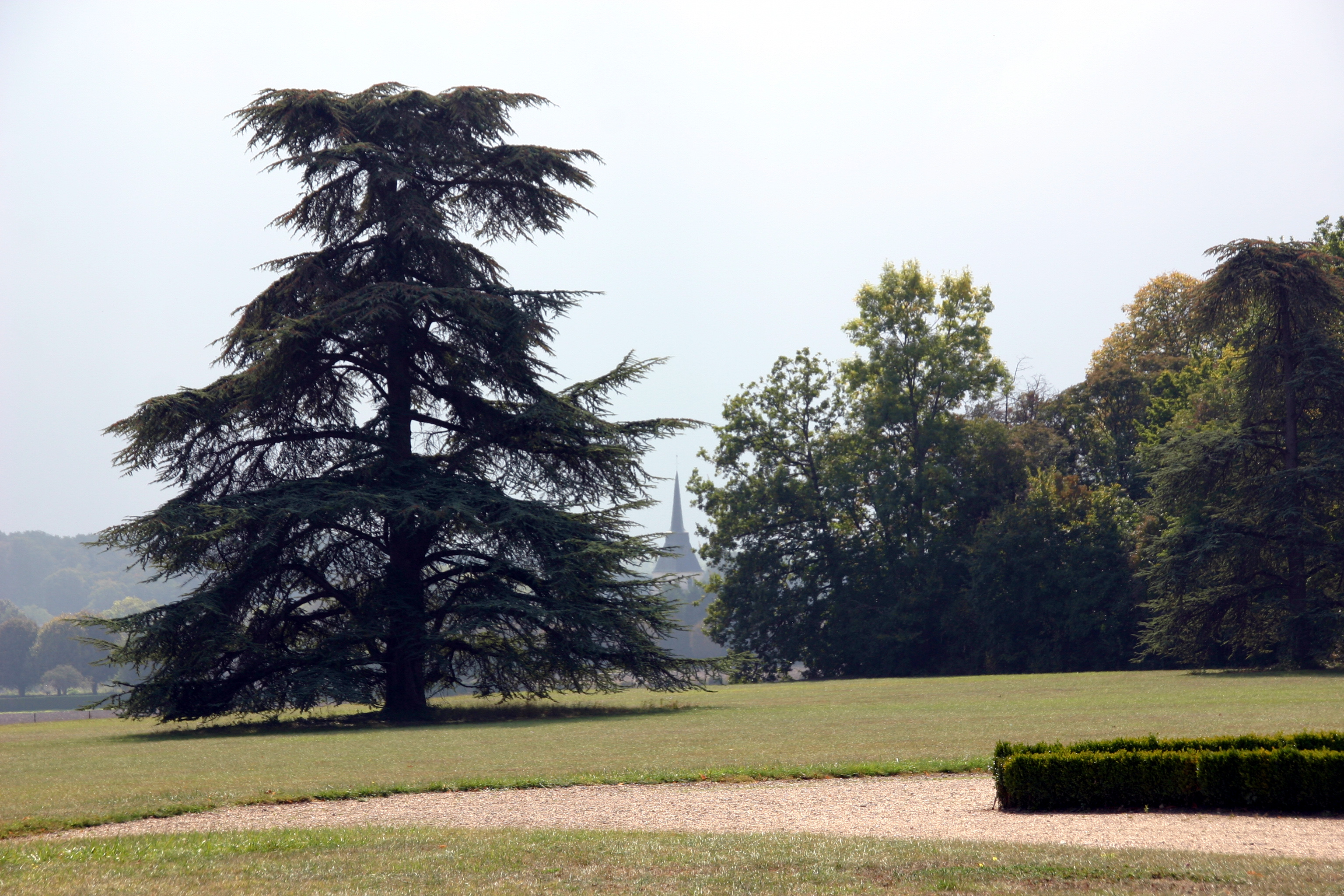
Il parco del castello

Il parco del castello è costituito da 70 ettari di terreno; 40 ettari compongono il giardino, gli altri il bosco.

### Storia
Il parco fu costruito nel 1545, quando Jean du Thier acquistò il terreno di Beauregard.

#### Rinascimento
Nel 1551 Enrico II donò al proprietario del castello, suo ministro e amico, 1 500 alberi, tra cui querce, olmi, faggi, e noccioli, da piantare nel parco.
Jean du Thier era famoso per essere un collezionista di piante rare. Il giardino di Beauregard fu descritto da Androuet du Cerceau in tre pagine: la parte più grande era un giardino geometricamente ordinato, con molte specie di piante rare. Aveva tutte le caratteristiche del giardino rinascimentale: gallerie di siepe che terminano con piccoli templi, una fontana al centro, l'uso del bosso per delimitare i vialetti.
Il giardino del castello aveva anche alberi da frutto (ciliegi, prugni, mandorli, noci). Il vigneto era situato lungo la facciata meridionale.

#### Età moderna
Nel 1617 il castello divenne proprietà della famiglia Ardier, che diede maggiore importanza agli interni. Tuttavia Paul Ardier non trascurò il parco: due anni dopo il suo insediamento, nel 1619, cinse con mura la proprietà, acquistando anche nuove terre, costruendo giardini alla francese. Secondo Androuet du Cerceau l'entrata del parco era sul lato ovest del castello. Paul Ardier ordinò la costruzione di un nuovo vialetto centrato sulla galleria. Lungo questo asse, che costituiva il percorso d'onore, furono piantati alberi da frutto.
Nel 1661 è attestata l'esistenza di un edificio riservato a serra per gli aranci: da un inventario del XVIII secolo si apprende che Beauregard contava 74 aranci e limoni, il che riflette il reale interesse dei signori di Beauregard per il loro aranceto.

#### XIX secolo
In questo secolo il giardino di Beauregard venne arricchito, secondo la nuova moda dei giardini inglesi, di un cedro del Libano, vari tulipani e una magnolia.

#### XX secolo
Nel 1992 il parco è stato classificato monumento storico e Jardin remarquable. È stato quindi intrapreso un importante lavoro di restauro, finalizzato ad armonizzare i vari stili presenti nel giardino. Attualmente ci sono più di 400 specie vegetali disposti in 12 aree, ciascuna con un colore predominante.